# Zentrale Kommission für die Biologische Sicherheit
Die Zentrale Kommission für die Biologische Sicherheit (ZKBS) ist ein ehrenamtlich tätiges Expertengremium, das gentechnisch veränderte Organismen (GVO) und die damit durchgeführten Arbeiten auf Risiken für den Menschen, Tiere und die Umwelt prüft und Stellungnahmen dazu abgibt. Sie berät Entscheidungsverantwortliche in Politik und Verwaltung und trägt so zur Sicherheit im Bereich der Gentechnik bei.
Der größte Teil der Tätigkeit der ZKBS besteht darin, Organismen einer Risikobewertung zu unterziehen oder gentechnische Arbeiten einer Sicherheitsstufe zuzuordnen und gegebenenfalls gesonderte Vorschläge für Sicherheitsmaßnahmen zu machen.
Die ZKBS gibt jedoch auch Stellungnahmen mit einer Bewertung der Risiken ab, sollten Freilandversuche mit GVO beantragt werden oder das Inverkehrbringen von GVO zu anderen Zwecken als Lebens- und Futtermittel.
Die ZKBS wurde im Februar 1978 mit den „Richtlinien zum Schutz vor Gefahren durch in vitro neu kombinierte Nukleinsäuren“ ins Leben gerufen. 1990 trat das  Gentechnikgesetz (GenTG) in Kraft, in dem die ZKBS gesetzlich verankert wurde.
Die ZKBS-Mitglieder und Stellvertreter werden vom Bundesministerium für Ernährung und Landwirtschaft (BMEL) für die Dauer von drei Jahren berufen. Die Geschäftsstelle der ZKBS ist am Bundesamt für Verbraucherschutz und Lebensmittelsicherheit (BVL) in Berlin ansässig.